# Aprendizagem não supervisionada
A aprendizagem não supervisionada é uma área da inteligência artificial (IA) que envolve o uso de algoritmos para encontrar padrões ou estruturas em conjuntos de dados não rotulados. Isso significa que, ao contrário da aprendizagem supervisionada, em que um conjunto de dados rotulados é usado para treinar um modelo, na aprendizagem não supervisionada, o modelo deve encontrar por conta própria as estruturas e padrões nos dados.
Um exemplo de algoritmo de aprendizagem não supervisionada é o agrupamento k-means, que agrupa dados em clusters com base em sua similaridade. Outro exemplo é a análise de componentes principais (PCA), que é usada para reduzir a dimensionalidade dos dados, encontrando as características mais importantes que explicam a maior parte da variação nos dados. A aprendizagem não supervisionada é usada para explorar dados desconhecidos e pode revelar padrões que podem ter sido perdidos ou examinar grandes conjuntos de dados que seriam demais para serem resolvidos por um ser humano. Outros exemplos de aprendizado não supervisionado são análise de agrupamento de dados e agrupamento hierárquico.
A aprendizagem não supervisionada é frequentemente usada em tarefas de mineração de dados e análise exploratória de dados, em que não há um conjunto rotulado para treinar um modelo. Alguns exemplos de aplicações da aprendizagem não supervisionada incluem detecção de anomalias, segmentação de clientes, análise de sentimento e modelagem de tópicos.
No entanto, a aprendizagem não supervisionada tem algumas limitações, como a dificuldade em avaliar a qualidade dos resultados, a falta de interpretabilidade dos modelos e a necessidade de pré-processamento cuidadoso dos dados. Portanto, é importante escolher cuidadosamente o algoritmo e o conjunto de dados adequados para cada aplicação específica.